# Болка
Болка (итал. Bolca) је насеље у Италији у округу Верона, региону Венето.
Према процени из 2011. у насељу је живело 286 становника. Насеље се налази на надморској висини од 812 м.